# Antoine Abang
Pour les articles homonymes, voir Abang.
Antoine Abang est un boxeur camerounais né le 18 juin 1941 à Bamenda.

## Carrière
Antoine Abang est médaillé de bronze dans la catégorie des poids moyens aux Championnats d'Afrique de boxe amateur 1968 à Lusaka. Il participe aux Jeux olympiques d'été de 1968 à Mexico, où il est éliminé au premier tour dans la catégorie des poids moyens par le Soviétique Aleksey Kisselyov.